# Thabo Cele
 (novembre 2021).
Si vous disposez d'ouvrages ou d'articles de référence ou si vous connaissez des sites web de qualité traitant du thème abordé ici, merci de compléter l'article en donnant les références utiles à sa vérifiabilité et en les liant à la section « Notes et références ».
Thabo Cele est un footballeur international sud-africain né le 15 janvier 1997 à KwaMashu. Il joue au poste de défenseur au Kaizer Chiefs FC.

## Carrière

### En club
En 2016, il signe au Real SC en provenance de la KZN Football Academy. En 2017, il part au Benfica Lisbonne B. En 2018, il signe en faveur du CD Cova Piedade.
Le 12 octobre 2021, il rejoint le Radomiak Radom après un mois d'essai.

### En sélection
Avec les moins de 20 ans, il participe à la Coupe du monde des moins de 20 ans en 2017. Lors du mondial junior organisé en Corée du Sud, il joue trois matchs. Il délivre une passe décisive lors de la première rencontre face au Japon. Avec un bilan d'un nul et deux défaites, l'Afrique du Sud est éliminé dès le premier tour.
Avec la sélection olympique, il participe aux Jeux olympiques d'été de 2020, organisés lors de l'été 2021 à Tokyo. Lors du tournoi olympique, il joue trois matchs. Avec un bilan peu reluisant de trois défaites, huit buts encaissés et trois buts marqués, l'Afrique du Sud est éliminée dès le premier tour.
Le 4 juillet 2017, il reçoit sa première sélection en équipe d'Afrique du Sud, contre le Botswana. Ce match gagné 2-0 rentre dans le cadre de la Coupe COSAFA 2017.